# 公然わいせつ罪
公然わいせつ罪（こうぜんわいせつざい）は、日本の刑法174条で規定される、不特定または多数人が視認しうる状態で陰部等の露出などのわいせつ行為を犯罪とする。

## 概説
- 「公然」とは不特定または多数人が認識しうる状態を指す（最決昭和32年5月22日刑集11巻5号1526頁）。
  - ストリップ劇場のように密閉した空間で特定の客を相手になされたものである場合であっても、客は不特定多数の人から勧誘された結果であるので、公然性の要件を満たす（最決昭和31年3月6日裁集刑112号601頁）
- インターネット上に、わいせつな動画等をアップロードする行為はわいせつ物頒布等の罪を構成するが、リアルタイムのわいせつなショーを不特定多数のインターネット利用者に閲覧させる行為は、公然わいせつ罪を構成する（岡山地方裁判所平成12年6月30日判決、京都地方裁判所判決 平成29年3月24日 、平成27(わ)9205、『わいせつ電磁的記録記録媒体陳列，公然わいせつ』。）。

## 判例・通説
公然わいせつ罪及びわいせつ物頒布罪の保護法益は社会的法益である善良な風俗である。
刑法第174条の「わいせつ」について、判例は「徒に性欲を興奮又は刺激せしめ、且つ普通人の正常な性的羞恥心を害し、善良な性的道義観念に反するもの」とされる（大判大正7年6月10日新聞1443号22頁、最判昭和26年5月10日刑集5巻6号1026頁）。
わいせつという概念は、法的に定義された概念であるものの、時代と場所を超越した固定的な概念ではない。何がわいせつであるか否かは、その時代、社会、文化に対応した一般人の性に関する規範意識を根底に置きながら、社会通念によって相対化され、これに対して具体的に判断されるものである。したがってある時代や状況における「わいせつ」の判断が普遍的に他のそれにおいて適用されるわけではない。
判例も「性一般に関する社会通念が時と所とによつて同一でなく、同一の社会においても変遷がある」としつつ、「性に関するかような社会通念の変化が存在しまた現在かような変化が行われつつあるにかかわらず、超ゆべからざる限界としていずれの社会においても認められまた一般的に守られている規範が存在することも否定できない」としている（最判昭和32年3月13日刑集11巻39号97頁）。